# Michele Berti da Calci
Michele Berti da Calci, fra Michele minorita, al secolo Giovanni Berti (Calci, metà XIV secolo ... – Firenze, 30 aprile 1389), è stato un religioso italiano, predicatore francescano, aderente ai "Fraticelli della Vita povera" o "Fraticelli della opinione", bruciato sul rogo come eretico.

## Il contesto storico

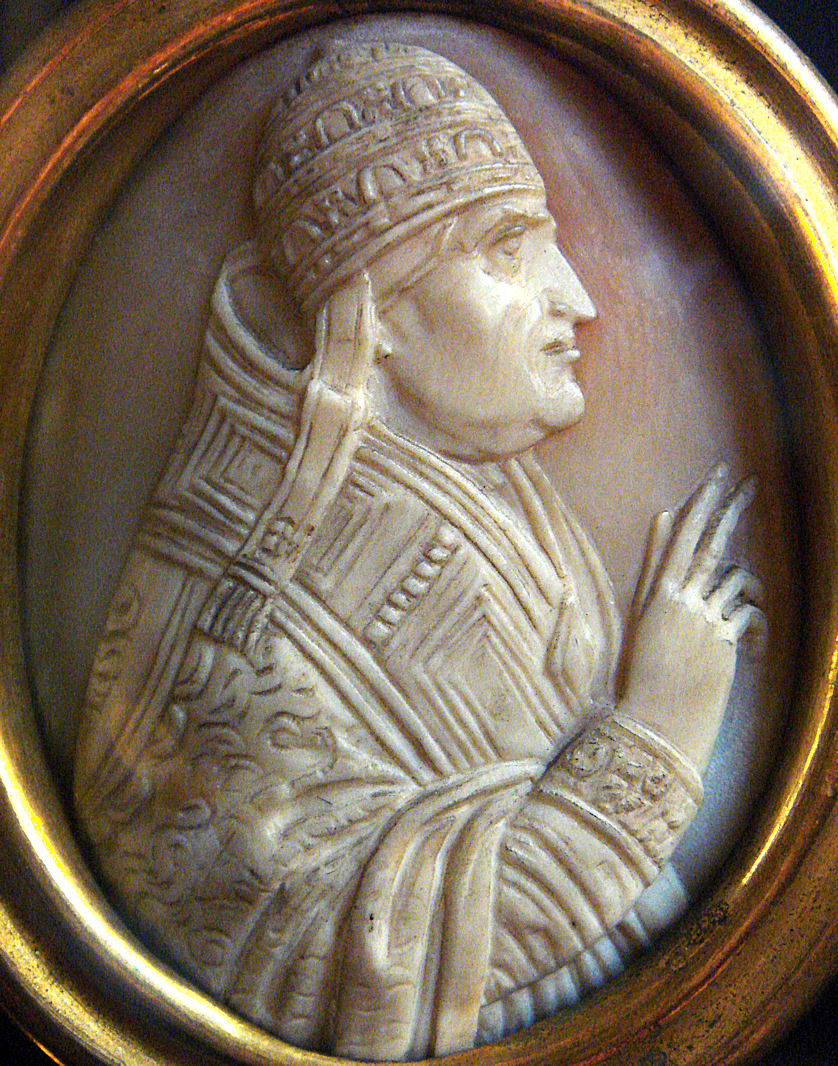
Papa Giovanni XXII

La religiosità del Trecento fu caratterizzata da varie forme tra le quali quella derivata dalla divisione dell'ordine francescano in "communitas" (la maggioranza dell'ordine) e "spirituali", filone quest'ultimo nel quale vanno inseriti i "Fraticelli della Vita povera" (fratres de paupere vita, distinti dai "Fraticelli della Opinione", de opinione), che si rifacevano all'originario ideale della povertà francescana tramutandolo, dopo la condanna di papa Giovanni XXII (1249-1334), in un movimento antigerarchico e pauperistico diretto contro il potere temporale della Chiesa, particolarmente sensibile da sempre a questi temi relativi a un progetto teocratico di preminenza sul potere imperiale.

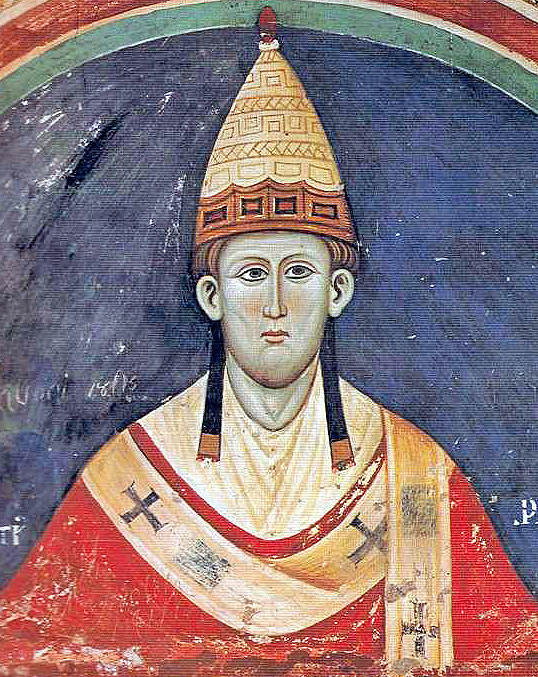
Papa Innocenzo III

Agli inizi il papa Innocenzo III (1160–1216) aveva dato il suo assenso a questi movimenti pauperistici, poiché si era reso conto che l'insoddisfazione e i problemi dei ceti più umili sarebbero stati facile preda di predicatori sobillatori che avrebbero potuto diffondere movimenti ereticali in ampie strati della popolazione.
I domenicani e l'Ordo minorum, infatti, diedero all'ortodossia cattolica un contributo decisivo per combattere ad armi pari la predicazione ereticale e ricondurre in seno alla Chiesa il movimento pauperistico.
Dopo le decretali di condanna di papa Giovanni XXII, la corrente pauperistica, con i suoi appelli indiretti a un rinnovamento etico-sociale, ebbe vasto seguito e risonanza popolare tanto da allarmare le gerarchie ecclesiastiche che la giudicarono da condannare come eretica, tanto più che i "fraticelli", avevano cercato e ottenuto, in nome dell'autonomia del potere temporale da quello papale, la protezione dell'imperatore Ludovico il Bavaro (1282-1347).

## Vita di fra Michele Berti
Morto il fondatore dei fraticelli Angelo Clareno da Cingoli nel 1337 i suoi seguaci ebbero un vasto seguito in alcune città e in particolare a Firenze dove cercarono di sfidare più volte i teologi della Chiesa in un pubblico dibattito, che non fu accettato.
Le gerarchie reagirono anzi alla loro sfida emando contro i fraticelli un editto di espulsione dalla città (1378) riuscendo a farli allontanare con la forza nel 1381.
In questo clima di dissensi religiosi e politici, come racconta l'anonima Storia di fra Michele minorita «Come per usanza i poveri frati di santo Francesco oggi e per più tempo passato perseguitati per la povertà di Cristo, abitanti nella Marca, mandarono qua a Firenze frate Michele e C. per soddisfare i fedeli da Firenze. È giùnsoro qua a dì 26 di gennaio 1388.»
Il frate minore Michele Berti, originario di Calci, vicino a Pisa, iniziò dunque a Firenze nella Settimana Santa la sua predicazione che aveva principiato in segreto e a sfida delle autorità religiose fin dal gennaio del 1389 quando aveva lasciato Ancona.
Il 20 aprile dello stesso anno, il frate e il suo compagno avevano deciso di non trattenersi più nella città quando vennero chiamati da «certe figliuole di Giuda, che s'erano più volte scifate per l'adrieto, instigate dal diavolo con più molta sollicitudine cercavano di confessarsi e di volere la salute de l'anima loro et cetera: sì deliberò d'andarvi.»
Furono queste stesse «predette femine, cioè due pinzochere e tre donne vedove...» che denunciarono il frate e il confratello che l'accompagnava all'arcivescovo francescano Bartolomeo Uliari (arcivescovo: 1385-1389) che li fece arrestare e sottoporre a processo per eresia.

### Il processo e la condanna al rogo
Il frate fu sottoposto a interrogatorio per dieci giorni di seguito ma egli pervicacemente e coraggiosamente continuava a professare che papa Giovanni XXII era stato un eretico e quindi illegittimi tutti i suoi successori e i preti che li avessero riconosciuti come veri pontefici.
La sentenza di morte sul rogo per eresia fu pronunciata dal capitano del popolo Niccolò Gentile da Monterano il 30 aprile 1389.
Mentre veniva condotto al supplizio i fiorentini gridavano al frate di ritrattare e di riconoscere la legittimità del papa, come aveva fatto il suo compagno che ebbe salva la vita, ma egli, cantando il Te deum, preferì affrontare la morte piuttosto che ripudiare le sue convinzioni. Il rogo avvenne fuori dalle mura cittadine, oltre la Porta della Giustizia, nei pressi della chiesa di Santa Maria del Tempio .